# 川﨑雄介
川﨑 雄介（かわさき ゆうすけ、1982年2月17日 - ）は、宮崎県宮崎市出身の元プロ野球選手（投手）。現在は千葉ロッテマリーンズの打撃投手。

## 来歴・人物

### プロ入り前
宮崎県宮崎市出身。宮崎県立宮崎南高等学校時代は内野手兼投手。投手として目立った成績はなかったものの、3年時にはエースとして君臨し、登板しない時もパンチ力のある打撃で中軸打線に名を連ねるなど、攻守ともに主力選手であった。人柄は非常に明るく、後輩の面倒見も良かったという。九州東海大学（現東海大学九州キャンパス）時代も一時期内野手をしていたが、上級生になって投手に専念するものの、全国大会とは縁がなく目立った実績はなかった。
2004年に社会人野球のホンダ熊本に入社。当初は玉城誠、坂本保、佐藤一郎らがいたこともあって、都市対抗野球大会や社会人野球日本選手権大会の九州地区2次予選ではあまり登板機会はなかった。
2005年、都市対抗九州地区2次予選で他の投手の調子が悪かったこともあって敗者復活戦に登板し好投。チームは本大会出場を逃したが、JR九州の補強選手に選ばれて出場した。準々決勝では強打のホンダ相手に好投するなど3試合に登板して優秀選手賞を受賞し、スカウトの評価を高めた。同年オフの大学・社会人ドラフトで千葉ロッテマリーンズに4巡目で指名され入団。

### ロッテ時代
初年度の2006年、4月16日に同じく左の中継ぎの高木晃次と入れ替わりに一軍初昇格。同19日に東北楽天ゴールデンイーグルス戦で初登板し、2回を無失点に抑えた。その後はリードされている状況で3試合で中継ぎ登板したが、防御率15.43と結果が出ず、5月7日に二軍落ちした。冬には9年ぶりに復活したハワイ・ウィンターリーグへ派遣された。

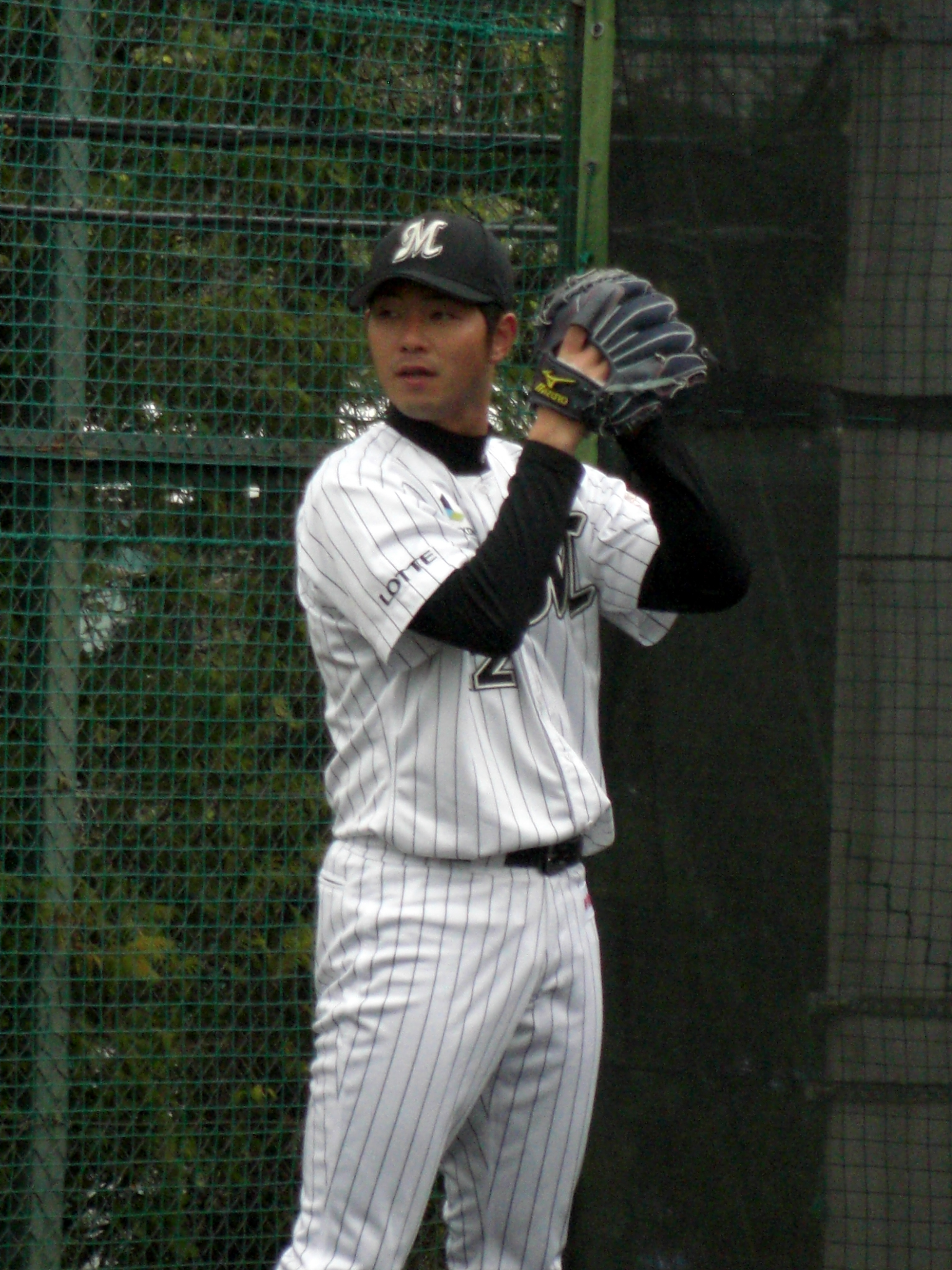
千葉ロッテ選手時代（2010年4月4日　ロッテ浦和球場）

2007年は開幕一軍をつかみ、絶不調の藤田宗一に代わる貴重な左の中継ぎとして春先に活躍。しかし、6月に息切れの気配を見せ、左背筋の違和感により7月1日に二軍落ちした。7月24日に再昇格すると、7月末から12試合連続無失点、9月にも8試合連続無失点を記録した。8月18日の対北海道日本ハムファイターズ戦において5対2とリードされた7回裏に2番手投手として登板、8回表にチームが逆転しプロ初勝利を飾った（通算36試合目）。この年挙げた4勝はすべて8月以降と、後半特に安定したピッチングを見せ、被出塁率.238はパ・リーグのリリーフ投手の中で好成績だった。48試合に登板し防御率1点台という見事な成績で、同い年（学年は早生まれの川崎が上）の荻野忠寛とともにリーグ2位通過に大きく貢献した。同年オフ、師と仰ぐ藤田の読売ジャイアンツへの移籍に伴って背番号12を受け継ぐとともに、川崎の「崎」の字を本来の「﨑」とした「川﨑雄介」に登録名を変更。
2008年はオープン戦の不調により開幕二軍スタートとなったが、3月25日に一軍登録され、新守護神・荻野に繋ぐセットアッパーとして活躍。6月6日、対巨人戦の延長10回裏、加治前竜一に史上初となる「プロ初打席・初安打・初本塁打がサヨナラホームラン」を献上するも、チーム最多・リーグ2位の65試合に登板し31ホールドポイントを記録、この年の最優秀中継ぎ投手のタイトルを獲得した。
2009年は調子を落とし、前年のタイトルホルダーとしては物足りない成績ではあったが、数少ない左の中継ぎとして45試合に登板。しかし、2010年には開幕を二軍で迎えた。

### 阪神時代
2010年4月6日に、救援要員の左投手が不足していた阪神タイガースへ金銭トレードで移籍。阪神側からのトレード要請から数日間で移籍が決まったため、ロッテ側では交換選手の人選に至らなかった。移籍後は22試合に登板したものの、0勝1敗0S、防御率6.75と期待に見合った結果を残せないまま、9月26日に出場選手登録を抹消。そのままシーズンを終えた。
2011年は、一軍でわずか6試合に登板。0勝0敗、防御率7.71に終わった。二軍では、29試合の登板で防御率1.63を記録した。
2012年には、左腕エース・能見篤史の疲労を回復させる目的で、7月16日に能見に代わって一軍へ初昇格。しかし、公式戦での登板機会がないまま、同月24日に出場選手登録を抹消された。その後も昇格の機会がなかったため、プロ入り後初めて、シーズンを通じて一軍での出場機会が無かった。
2013年は2013 WBCに出場する日本代表との強化試合（2月26日・京セラドーム大阪）に3番手として登板。2イニングで2つの三振を奪い走者を許さなかった。シーズンでは開幕一軍を果たしながら、公式戦への登板機会のないまま、開幕5日後の4月4日に登録を抹消。4月26日に再度登録されると、翌日の対横浜DeNAベイスターズ戦で2年ぶりに公式戦へ登板した。しかし、この登板を最後に4月29日には再び登録を抹消。公式戦での成績は、1試合登板（投球回数1イニング）、0勝0敗0S、防御率9.00であった。

### 西武時代
2013年5月21日に、高山久との交換トレードで、埼玉西武ライオンズへ移籍。背番号は、高山が着用していた44を引き継いだ。移籍後の6月5日に出場選手登録を果たすと、救援要員の左投手が手薄なチーム事情を背景に、再び公式戦への登板機会を得ている。オフに背番号が34に変更された。
2014年は一度も1軍登板できず、10月2日に球団から戦力外通告を受け、12月2日に自由契約公示された。

### 引退後
2015年1月23日、オリックス・バファローズと打撃投手として契約したと発表された。2019年からは古巣・ロッテで打撃投手を務める。

## 詳細情報

### 年度別投手成績
| 年 度     | 球 団     | 登 板 | 先 発 | 完 投 | 完 封 | 無 四 球 | 勝 利 | 敗 戦 | セ 丨 ブ | ホ 丨 ル ド | 勝 率 | 打 者 | 投 球 回 | 被 安 打 | 被 本 塁 打 | 与 四 球 | 敬 遠 | 与 死 球 | 奪 三 振 | 暴 投 | ボ 丨 ク | 失 点 | 自 責 点 | 防 御 率 | W H I P |
| --------- | --------- | ----- | ----- | ----- | ----- | -------- | ----- | ----- | -------- | ----------- | ----- | ----- | -------- | -------- | ----------- | -------- | ----- | -------- | -------- | ----- | -------- | ----- | -------- | -------- | ------- |
| 2006      | ロッテ    | 4     | 0     | 0     | 0     | 0        | 0     | 0     | 0        | 0           | ----  | 27    | 4.2      | 11       | 2           | 2        | 0     | 0        | 4        | 1     | 0        | 8     | 8        | 15.43    | 2.79    |
| 2007      | ロッテ    | 48    | 0     | 0     | 0     | 0        | 4     | 2     | 0        | 8           | .667  | 213   | 54.2     | 40       | 3           | 9        | 1     | 1        | 39       | 0     | 0        | 13    | 10       | 1.65     | 0.90    |
| 2008      | ロッテ    | 65    | 0     | 0     | 0     | 0        | 2     | 5     | 1        | 29          | .286  | 251   | 60.0     | 52       | 7           | 17       | 4     | 2        | 45       | 2     | 0        | 24    | 20       | 3.00     | 1.15    |
| 2009      | ロッテ    | 45    | 0     | 0     | 0     | 0        | 1     | 1     | 0        | 9           | .500  | 195   | 43.2     | 50       | 5           | 18       | 5     | 3        | 24       | 1     | 0        | 23    | 23       | 4.74     | 1.56    |
| 2010      | 阪神      | 22    | 0     | 0     | 0     | 0        | 0     | 1     | 0        | 3           | .000  | 64    | 13.1     | 23       | 1           | 4        | 1     | 0        | 14       | 0     | 0        | 10    | 10       | 6.75     | 2.02    |
| 2011      | 阪神      | 6     | 0     | 0     | 0     | 0        | 0     | 0     | 0        | 0           | ----  | 22    | 4.2      | 5        | 1           | 3        | 0     | 0        | 3        | 0     | 0        | 4     | 4        | 7.71     | 1.71    |
| 2013      | 阪神      | 1     | 0     | 0     | 0     | 0        | 0     | 0     | 0        | 0           | ----  | 13    | 2.0      | 3        | 0           | 3        | 0     | 1        | 2        | 0     | 0        | 2     | 2        | 9.00     | 3.00    |
| 2013      | 西武      | 8     | 0     | 0     | 0     | 0        | 0     | 0     | 0        | 0           | ----  | 20    | 4.2      | 5        | 0           | 3        | 0     | 0        | 0        | 0     | 0        | 3     | 3        | 5.79     | 1.71    |
| '13計     | 西武      | 9     | 0     | 0     | 0     | 0        | 0     | 0     | 0        | 0           | ----  | 33    | 6.2      | 8        | 0           | 6        | 0     | 1        | 2        | 0     | 0        | 5     | 5        | 6.75     | 2.10    |
| 通算：7年 | 通算：7年 | 199   | 0     | 0     | 0     | 0        | 7     | 9     | 1        | 49          | .438  | 805   | 187.2    | 189      | 19          | 59       | 11    | 7        | 131      | 4     | 0        | 87    | 80       | 3.84     | 1.32    |

- 各年度の太字はリーグ最高

### タイトル
- 最優秀中継ぎ投手：1回 （2008年）

### 記録
- 初登板：2006年4月19日、対東北楽天ゴールデンイーグルス5回戦（フルキャストスタジアム宮城）、8回裏に2番手で救援登板・完了、2回無失点
- 初奪三振：同上、8回裏に森谷昭仁から空振り三振
- 初ホールド：2007年4月29日、対西武ライオンズ7回戦（グッドウィルドーム）、7回裏無死に2番手で救援登板、2/3回無失点
- 初勝利：2007年8月18日、対北海道日本ハムファイターズ17回戦（札幌ドーム）、7回裏に2番手で救援登板、1回無失点
- 初セーブ：2008年3月29日、対オリックス・バファローズ2回戦（千葉マリンスタジアム）、9回表無死に3番手で救援登板・完了、1回無失点

### 背番号
- 49 （2006年 - 2007年）
- 12 （2008年 - 2010年途中）
- 62 （2010年途中 - 2013年途中）
- 44 （2013年途中 - 同年終了）
- 34 （2014年）
- 114 （2015年 - 2018年）
- 105 （2019年 - ）

### 登録名
- 川崎 雄介 （かわさき ゆうすけ、2006年 - 2007年）
- 川﨑 雄介 （かわさき ゆうすけ、2008年 - 2014年）

### 登場曲
- 夢を味方に - 絢香